# Ippa conspersa
Ippa conspersa är en fjärilsart som beskrevs av Matsumura 1931. Ippa conspersa ingår i släktet Ippa och familjen äkta malar. Inga underarter finns listade i Catalogue of Life.